# إديستو بيتش (كارولاينا الجنوبية)
إديستو بيتش (بالإنجليزية: Edisto Beach, South Carolina)‏ هي بلدة أمريكية تقع في الولايات المتحدة في مقاطعة كوليتون. يقدر عدد سكانها بـ 691 نسمة ومساحتها 6.1 كم2 وترتفع عن سطح البحر 2 متر.

## التركيبة السكانية
حدّد مكتب تعداد الولايات المتحدة بيانات التركيبة السكانية لإديستو بيتش في تعداد الولايات المتحدة. في ما يلي، التركيبة السكانية حسب تعدادي 2000 و2010.

### تعداد عام 2000
بلغ عدد سكان إديستو بيتش 641 نسمة بحسب تعداد عام 2000، وبلغ عدد الأسر 329 أسرة وعدد العائلات 221 عائلة مقيمة في البلدة. في حين سجلت الكثافة السكانية 105.3 نسمة لكل كيلومتر مربع (272.7/ميل2). وبلغ عدد الوحدات السكنية 1,785 وحدة بمتوسط كثافة قدره 293.1 لكل كيلومتر مربع (759.1/ميل2).
وتوزع التركيب العرقي للبلدة بنسبة 95.63% من البيض و2.81% من الأمريكيين الأفارقة و0.31% من الأمريكيين الأصليين و0.16% من الأمريكيين ذوي الأصول الآسيوية و0.16% من الأعراق الأخرى و0.94% من عرقين مختلطين أو أكثر و0.31% من الهسبانيون أو اللاتينيون من أي عرق.
بلغ عدد الأسر 329 أسرة كانت نسبة 11.6% منها لديها أطفال تحت سن الثامنة عشر تعيش معهم، وبلغت نسبة الأزواج القاطنين مع بعضهم البعض 59.6% من أصل المجموع الكلي للأسر، ونسبة 6.4% من الأسر كان لديها معيلات من الإناث دون وجود شريك،  بينما كانت نسبة 1.2% من الأسر لديها معيلون من الذكور دون وجود شريكة وكانت نسبة 32.8% من غير العائلات. تألفت نسبة 29.2% من أصل جميع الأسر من عدة أفراد يعيشون في نفس المنزل ونسبة 11.6% كانت تتألف من شخص يعيش بمفرده يبلغ من العمر 65 عاماً أو أكثر. وبلغ متوسط حجم الأسرة المعيشية 1.95، أما متوسط حجم العائلات فبلغ 2.34.
بلغ العمر الوسطي للسكان 55.7 عاماً. وكانت نسبة 9.2% من القاطنين تحت سن الثامنة عشر، وكانت نسبة 3.4% بين الثامنة عشر والرابعة والعشرين عاماً، ونسبة 15.8% كانت واقعةً في الفئة العمرية ما بين الخامسة والعشرين والرابعة والأربعين عاماً، ونسبة 45.2% كانت ما بين الخامسة والأربعين والرابعة والستين، ونسبة 26.4% كانت ضمن فئة الخامسة والستين عاماً فما فوق. يوجد لكل 100 أنثى 91.3 ذكر، ويوجد لكل 100 أنثى في الثامنة عشر من عمرها فما فوق 87.7 ذكر.
بلغ متوسط دخل الأسرة في البلدة 54,444 دولارًا، أما متوسط دخل العائلة فبلغ 68,056 دولارًا. وكان متوسط دخل الذكور 47,188 دولارًا مقابل 29,500 دولارًا للإناث. وسجل دخل الفرد الخاص بالبلدة 39,400 دولارًا. وكانت نسبة 1.8% من العائلات ونسبة 3.5% من السكان تحت خط الفقر، وكان من هؤلاء نسبة 0% تحت سن الثامنة عشر ونسبة 2.8% في الخامسة والستين من العمر وما فوق.

### تعداد عام 2010
بلغ عدد سكان إديستو بيتش 414 نسمة بحسب تعداد عام 2010، وبلغ عدد الأسر 232 أسرة وعدد العائلات 150 عائلة مقيمة في البلدة. في حين سجلت الكثافة السكانية 68 نسمة لكل كيلومتر مربع (176.1/ميل2). وبلغ عدد الوحدات السكنية 2,181 وحدة بمتوسط كثافة قدره 358.1 لكل كيلومتر مربع (927.5/ميل2).
وتوزع التركيب العرقي للبلدة بنسبة 98.79% من البيض و0.97% من الأمريكيين الأفارقة و0.24% من الأعراق الأخرى و0.48% من الهسبانيون أو اللاتينيون من أي عرق.
بلغ عدد الأسر 232 أسرة كانت نسبة 4.3% منها لديها أطفال تحت سن الثامنة عشر تعيش معهم، وبلغت نسبة الأزواج القاطنين مع بعضهم البعض 62.9% من أصل المجموع الكلي للأسر، ونسبة 1.7% من الأسر كان لديها معيلات من الإناث دون وجود شريك،  بينما كانت نسبة 0% من الأسر لديها معيلون من الذكور دون وجود شريكة وكانت نسبة 35.3% من غير العائلات. تألفت نسبة 31% من أصل جميع الأسر من عدة أفراد يعيشون في نفس المنزل ونسبة 15.9% كانت تتألف من شخص يعيش بمفرده يبلغ من العمر 65 عاماً أو أكثر. وبلغ متوسط حجم الأسرة المعيشية 1.78، أما متوسط حجم العائلات فبلغ 2.13.
بلغ العمر الوسطي للسكان 63.8 عاماً. وكانت نسبة 3.4% من القاطنين تحت سن الثامنة عشر، وكانت نسبة 1% بين الثامنة عشر والرابعة والعشرين عاماً، ونسبة 8.9% كانت واقعةً في الفئة العمرية ما بين الخامسة والعشرين والرابعة والأربعين عاماً، ونسبة 41.3% كانت ما بين الخامسة والأربعين والرابعة والستين، ونسبة 45.4% كانت ضمن فئة الخامسة والستين عاماً فما فوق. وتوزع التركيب الجنسي للسكان بنسبة 49% ذكور و51% إناث.